# Albinen
Albinen (gsw. Albinu; fr. Arbignon, Albignon) – miejscowość i gmina (Politische Gemeinde) w południowej Szwajcarii, w kantonie Valais, w okręgu (Bezirk) Leuk.

## Demografia
W Albinen mieszka 250 osób. W 2021 roku 9,6% populacji gminy stanowiły osoby urodzone poza Szwajcarią. 

## Transport
Przez teren gminy przebiega droga główna nr 211. 